# 梅利莎·胡马纳-帕雷德斯
梅利莎·胡马纳-帕雷德斯（英語：Melissa Humana-Paredes，1992年10月10日—），加拿大女子沙滩排球运动员，2018年英联邦运动会女子金牌得主、2022年英联邦运动会女子金牌得主、2024年夏季奥林匹克运动会女子银牌得主。